# Паланка (Уманський район)
Пала́нка — село в Україні, в Уманському районі Черкаської області, адміністративний центр Паланської сільської громади. Розташоване на обох берегах річки Паланка (притока Уманки) за 12 км на захід від міста Умань. На північній околиці села проходить автошлях М30. Населення становить 1 267 осіб (станом на 1 січня 2024 р.).

## Походження назви
Щодо походження назви існує 3 поширені версії:
- Перша версія вказує на те, що ця назва походить від часів монголо-татарської навали і означала — помешкання, укріплене житло, огороджене частоколом.
- Друга версія, яка, до речі, й досі поширена серед старожилів села, ґрунтується на свідченні, що тут мав маєток пан Паланський, польський шляхтич. Він в урочищі Зелений Гай збудував цукровий завод, але його згодом спалили селяни. 2 зольники білогрудівської культури селяни вважають залишками цього заводу. Ця версія не витримує критики, оскільки Паланка відома з XVII століття, а, можливо, й існувала вже в XVI столітті
- Третя версія, на думку вчених, найбільше відповідає дійсності. Її прихильники вважають, що слово паланка тюркського походження, яка увійшла у вжиток українських козаків в XVI столітті. Згодом паланкою називали район, територію на Запорізьких вільностях[джерело?].

## Природа
Село розташоване на погорбованій рівнині Придніпровської височини в центральній лісостеповій зоні України. Поряд із селом знаходяться витоки річки Паланка, притоки річки Уманки. Паланка розміщена по обидва боки яру, який тягнеться із заходу на схід. Із західного та східного боків від села пролягають пласкі рівнини, з південного сходу та півночі знаходиться ліс, який простягається амфітеатром. Ґрунти навколо та в самому селі чорноземно-суглинкові, чорноземні та глиняні.
Земель резервного фонду — 279 га, земель запасу — 151 га, земель історико-культурного призначення (територія правої частини урочища Зелений Гай — колишнє стародавнє поселення і територія колишнього хутора Колектив) — 35 га.

## Історія
Село розташоване за декілька кілометрів від Умані, яка має велику історію. Тому історія Паланки тісно переплітається з історією міста. Поєднання вигідних природних умов призвело до заселення території сучасного села ще з давніх часів. В Уманському районі, де міститься Паланка, зафіксована досить висока концентрація та щільність поселень племен трипільської культури. Не оминуло це й села: під час археологічних розкопок у Паланці та в прилеглих землях було віднайдено 3 таких поселення. Мотики із кісток та сліди зерна в перепаленій глині свідчать про те, що жителі-трипільці займались землеробством. Крім кістяних та кам'яних знарядь праці, було знайдено і мідні вироби, зокрема наконечник списа. Цей експонат, який зберігається в Уманському краєзнавчому музеї, засвідчує, що трипільці також займались і полюванням.

## Населення

### Мовний склад
Рідна мова населення за даними перепису 2001 року:
| Мова       | Чисельність, осіб | Доля     |
| ---------- | ----------------- | -------- |
| Українська | 1 573             | 97,82 %  |
| Російська  | 33                | 2,05 %   |
| Інше       | 2                 | 0,13 %   |
| Разом      | 1 608             | 100,00 % |

## Відомі люди
- Шлапак Володимир Петрович (1952) — академік Лісівничої академії наук України, заступник директора з наукової роботи Національного дендрологічного парку «Софіївка» НАН України.

## Галерея

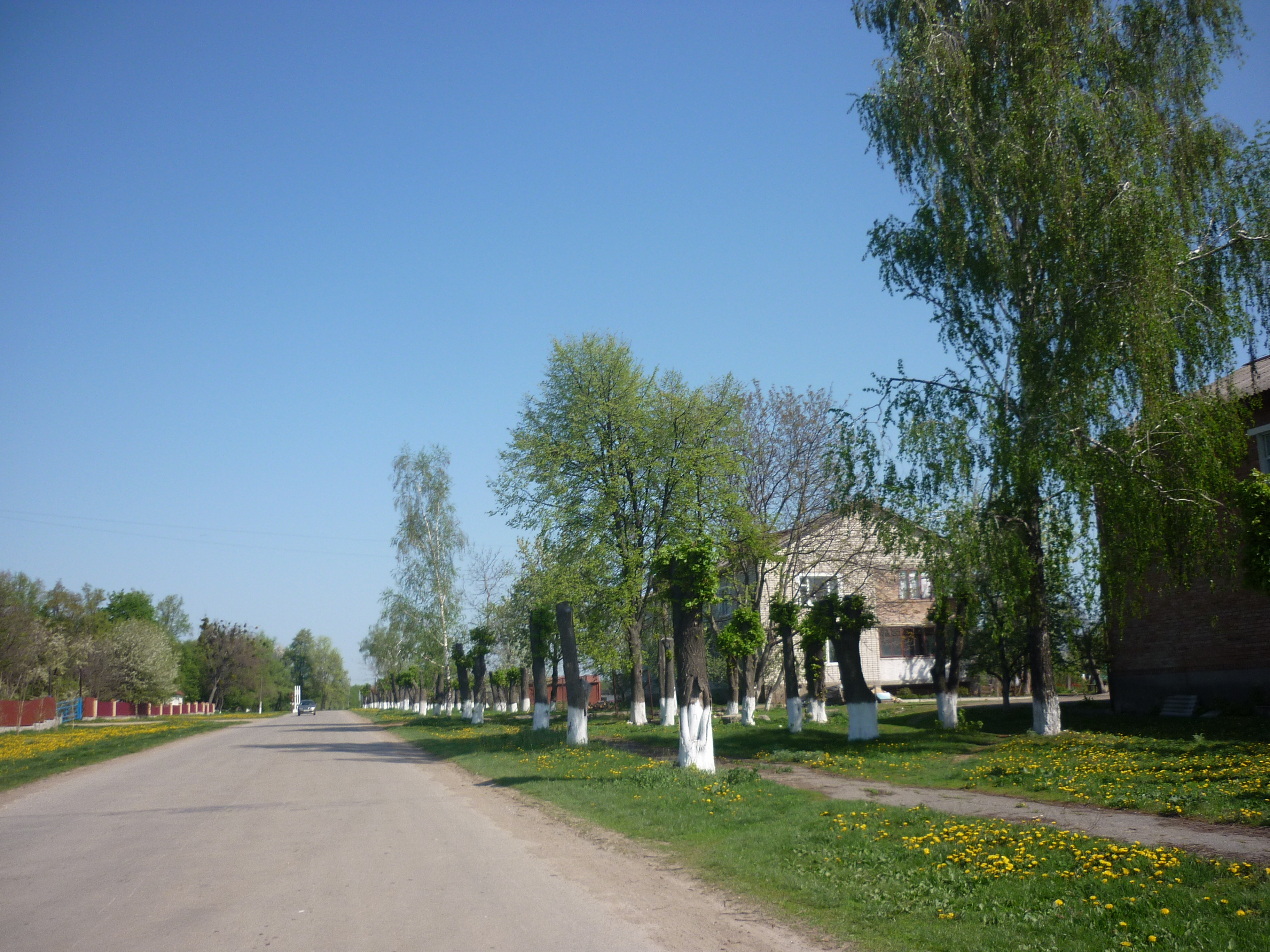
Вулиця Грушевського
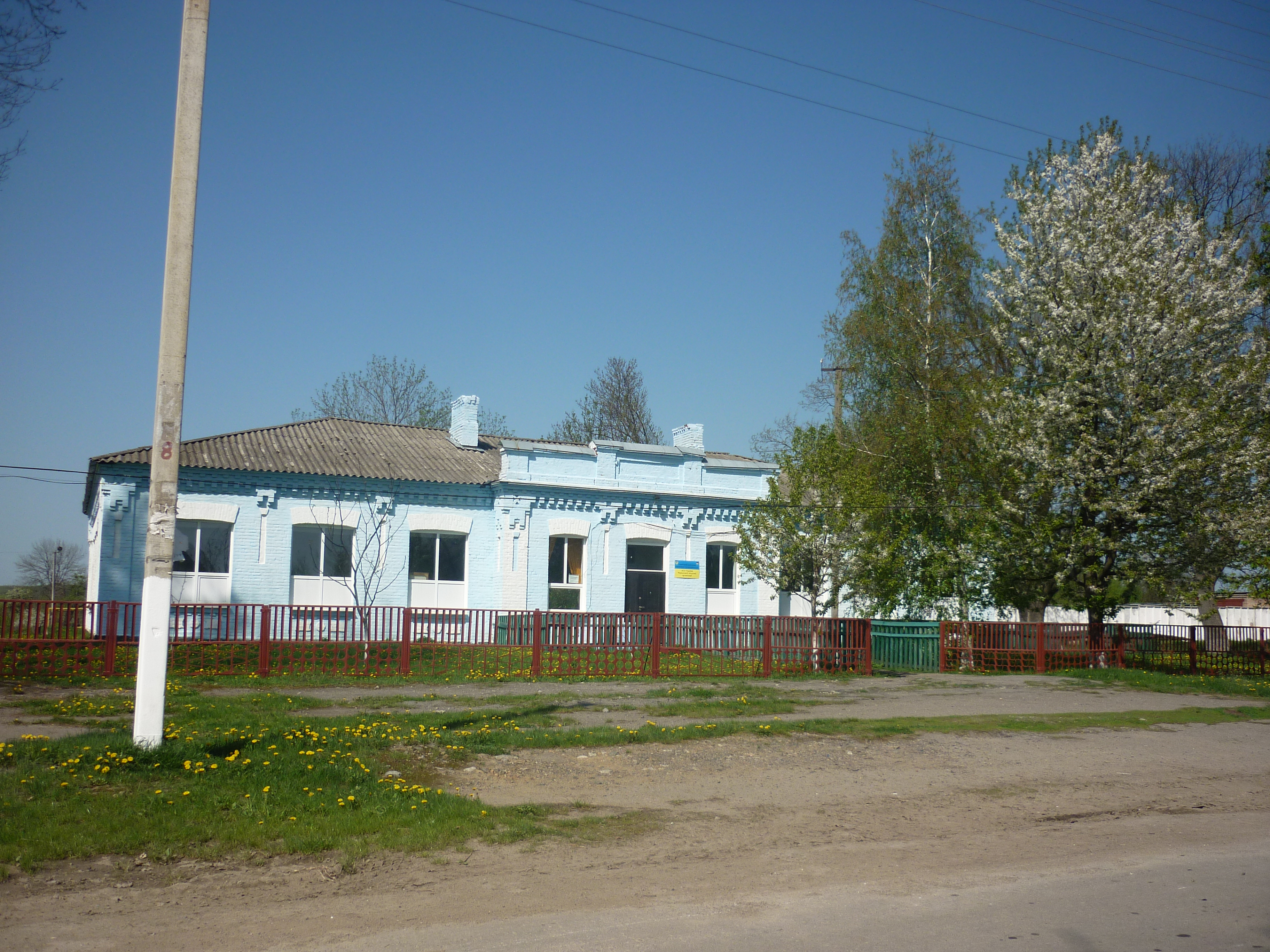
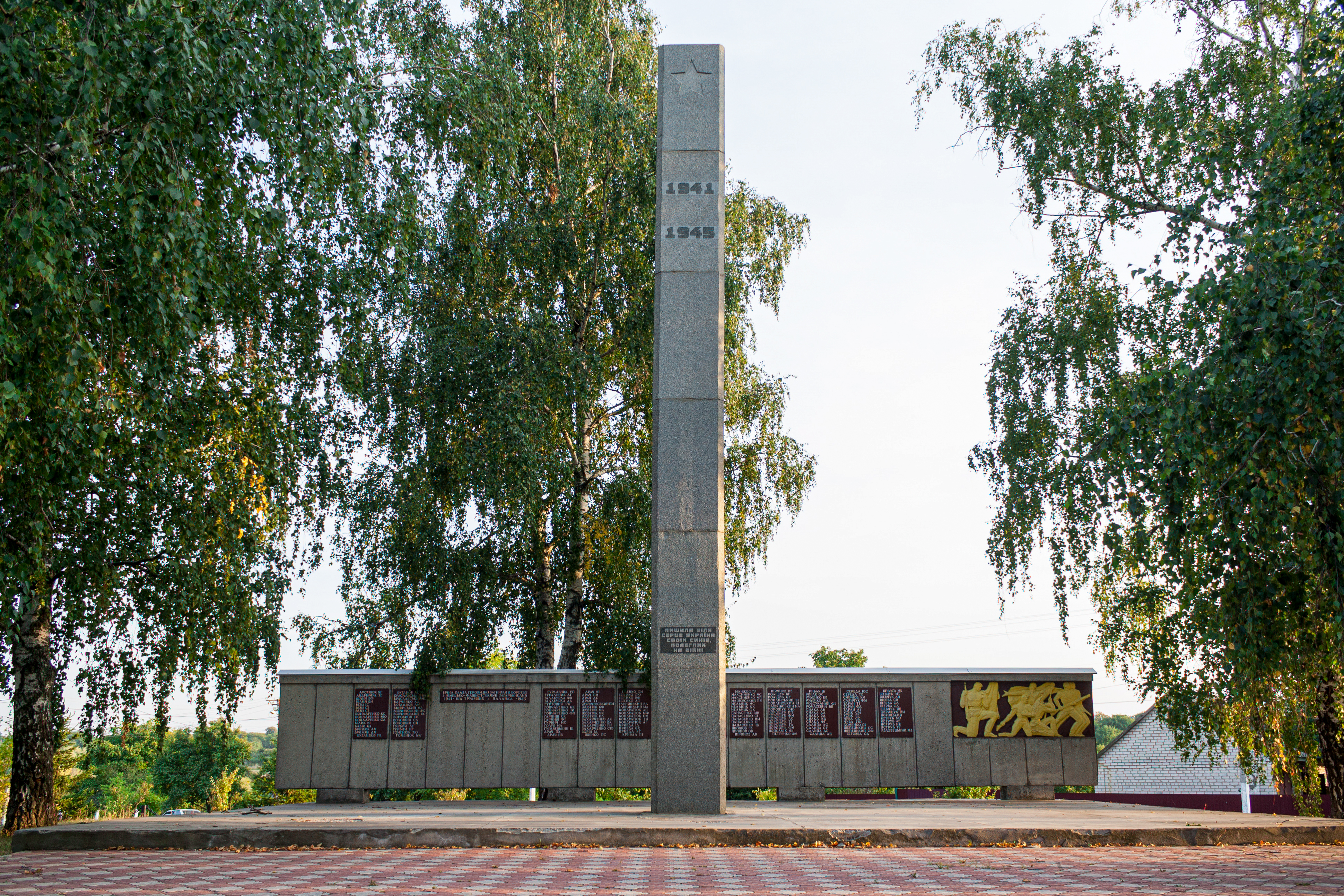
Пам'ятник воїнам-односельцям
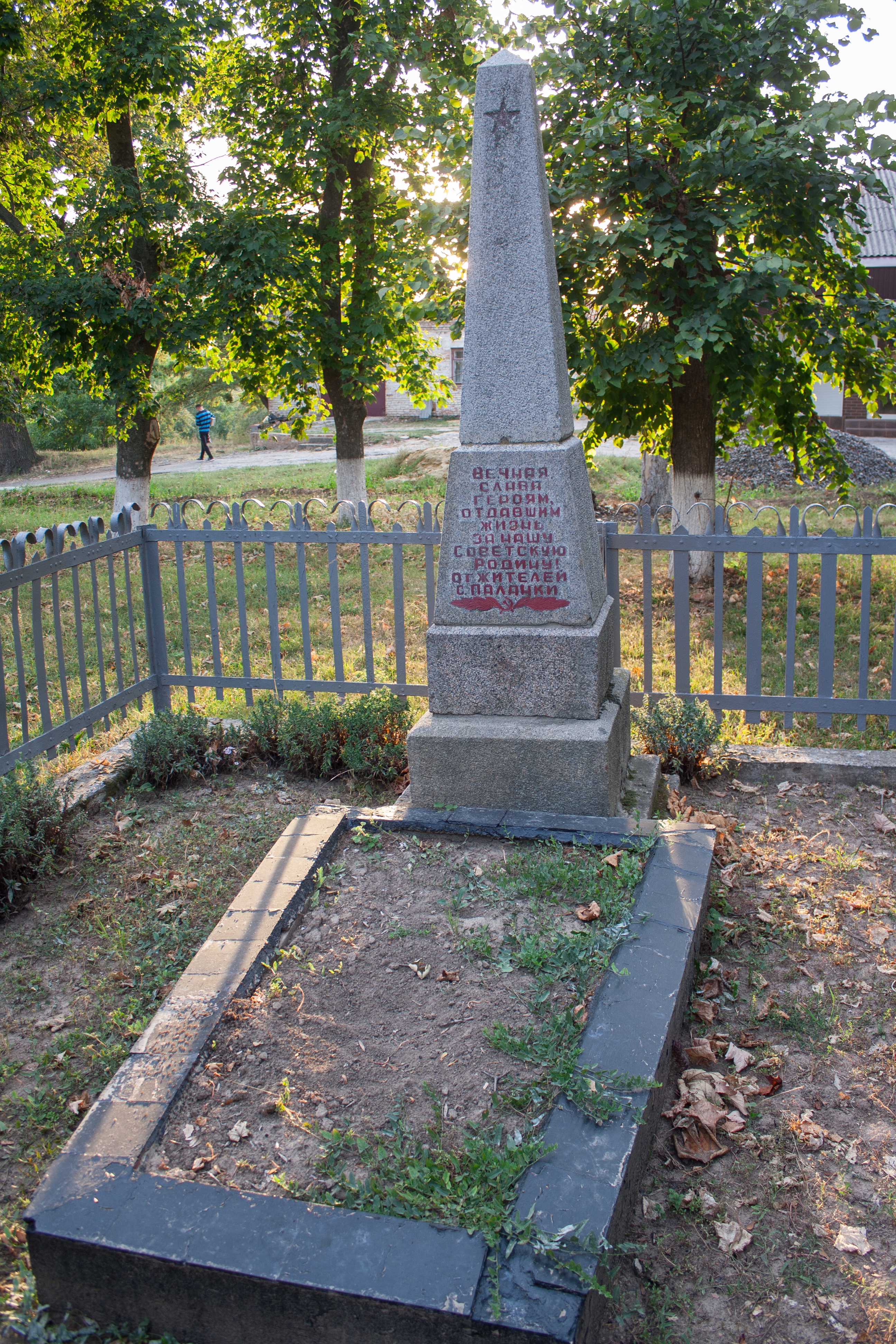
Братська могила радянських воїнів
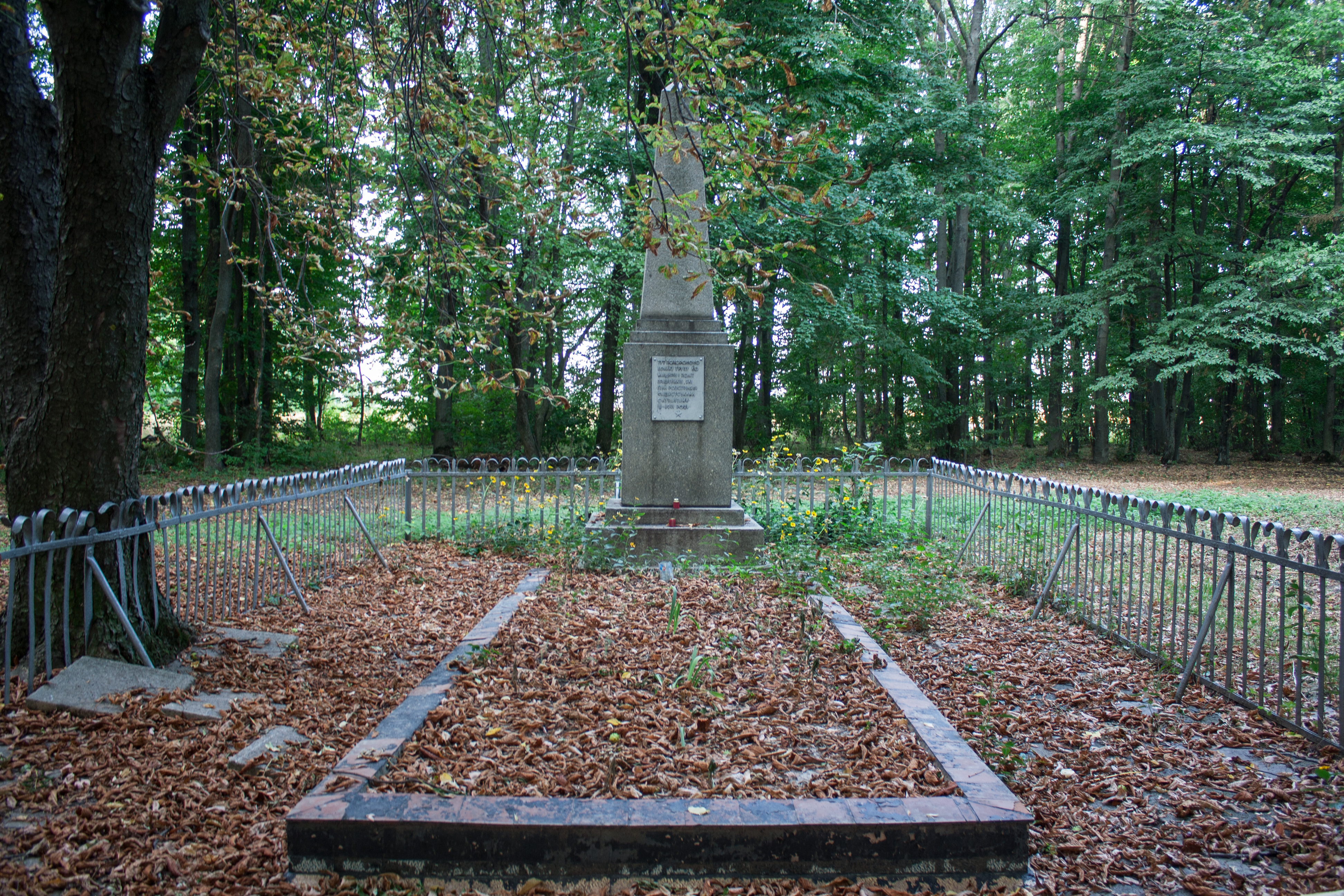
Братська могила радянських військовополонених